# Nacionalni muzej keramike u Napulju
Nacionalni muzej keramike Duca Di Martina (tal. Museo nazionale della ceramica “duca di Martina”) povijesno je i umjetničko mjesto smješteno unutar parka Villa Floridiana (Parco di Villa Floridiana) u Napulju, Italija. Zgrada je nekada bila jedna od kraljevskih rezidencija Burbona u Kampaniji, a od 1927. u ovoj se rezidenciji nalazi muzej.

## Povijest
Godine 1815. Ferdinand I. od Dviju Sicilija kupio je za svoju ženu Luciju Migliaccio, vojvotkinju od Floridije, dvorac princa Giuseppea Caracciola di Torella na brdu Vomero. U njezinu čast vila je nazvana Flordiana.
S vremenom je kralj kupio još zemljišta oko izvorne vile, a arhitekt Antonio Niccolini dobio je privilegiju da obnovi staru građevinu. Između 1817. i 1819. vila je dobila svoj neoklasicistički stil, dok je vrtove preuredio direktor Botaničkog vrta u Napulju, gospodin Friedrich Dehnardt. Park je uljepšalo 150 biljnih vrsta među kojima se mogu naći borovi, platane i bogata kolekcija kamelija.
Do kraja projekta obnove, Villa Floridiana sastojala se od dvije zgrade, Villa Lucia i villa Florìdia, malog otvorenog kazališta, malog jonskog polukružnog hrama, lažnih ruševina i staklenika u neoklasičnom stilu.
Kad su vladari umrli, Villa Floridiana je pripala nasljednicima iz prvog braka vojvotkinje. Kasnije je Villa Lucia s dijelom vrtova prodana grofu Pasqualeu Stanislau Manciniju, čime je postala njegova rezidencija u Napulju.
Godine 1919. Floridianu je kupila država i preuredila je u muzej. Prva izložba bila je kolekcija keramike koju je dobila od Marije Spinelli di Scalea, nećakinje Placida Sangra, vojvode od Martine. Tako je muzej dobio ime po njemu. Placido di Sangro, potječe iz napuljske plemićke obitelji “Di sanguine”, nastanjene u “sedile di Nilo”, ali imajući zemlju i u Aquili, Beneventu, Luceri i Troji. Placido di Sangro živio je tijekom 16. stoljeća i radio je kao veleposlanik Karla V. Bio je učenjak i imenovan je "princem" Akademije Sireni ili Sereni koju su pohađali istaknuti aristokrati tog vremena.
Placida di Sangra primio je car Karlo V. kao veleposlanik Napuljaca. Nakon intervjua, car je, bojeći se da će izgubiti Napuljsko Kraljevstvo zbog množenja nereda koji su uzrokovali dosta gubitaka u španjolskoj vojsci, proglasio oprost za pobunjenike i odlučio da u Napulju neće biti inkvizicije.
Napuljsko kraljevstvo postalo je sretno i sigurno mjesto za ljude koje je progonila inkvizicija Crkve. Kao posljedica toga, obitelj Eleonore de Fonseca Pimentel, koja je pobjegla iz Portugala i Rima, preselila se u Napulj kako bi se oslobodila vjerskog progona. Bogata zbirka predmeta, koju je tijekom druge polovice 19. stoljeća prikupio Placido de Sangro, vojvoda od Martine, a koju je 1911. poklonio gradu Napulju njegov unuk, grof od Marsija Placido de Sangro, dobro odražava klimu entuzijazma i ponovnog zanimanja za takozvane male umjetnosti, koje su se u to vrijeme proširile Europom.
Knez od Martina, procjenitelj i poznavatelj svake vrste artefakata, kupio je predmete iz glavnih europskih gradova okupljajući, počevši od druge polovice 19. stoljeća, impresivnu zbirku porculana, majolike i manjih umjetničkih artefakata od stakla, kože, koralja i bjelokosti.

## Itinerar
Posjet muzeju počinje od predvorja, gdje posjetitelji mogu razgledati slike Ferdinanda IV od Bourbona i vojvotkinje Floridije, a na ostale katove vodi ih veliko bočno stubište.
Zbirke muzeja proširene su 1978. godine, kada je nasljednik vojvode od Martine, Riccardo de Sangro, posthumno darovao zbirku od 580 predmeta, uključujući porculan, majoliku i namještaj iz izvorne zbirke Placida de Sangra.
Nedavno je još jedna donacija De Felicea obogatila muzej artefaktima od kornjačinog oklopa.
Danas Nacionalni muzej keramike Duca di Martina, sa svojih 6000 izloženih orijentalnih i zapadnih predmeta, ugošćuje jednu od najvećih zbirki dekorativne umjetnosti u Italiji od 12. do 19. stoljeća.
Muzej se sastoji od tri razine: prizemlja, suterena i kata.

### Prizemlje
Ulaskom u vilu, u prizemlju, posjetitelji mogu cijeniti porculan i skice koje su izradili napuljski umjetnici iz 2. i 18. stoljeća.
U predvorju je slika kneza od Martine od Salvatorea Postiglionea.
U ovom prostoru posjetitelji mogu pronaći i renesansne i barokne majolike, dragocjene slike, namještaj, kovčege, staklene i kristalne predmete od 15. do 18. stoljeća, kao i artefakte od slonovače, glazure, kornjačevine, koralja i bronce koji datiraju iz srednjeg vijeka. i renesanse.

### Podrum
Majolika je važna u zbirci Duca di Martina. Izložena je u podrumu muzeja i uključuje renesansnu majoliku iz Derute, Gubbija, Faenze i Palerma te majoliku iz 17. stoljeća iz Castellija u Abruzzu.
U ovom prostoru posjetitelji mogu vidjeti staklo iz Venecije i glazuru iz Limogesa iz 15. i 16. stoljeća, predmete od kože, kovčege, limenke za duhan i koralje.
Muzej je posebno ponosan što ugošćuje najvažniju zbirku orijentalne umjetnosti u Italiji, koja se sastoji od 1200 predmeta od porculana, bronce, žada i glazure.
Zbirke porculanskog posuđa Ming (1368.-1644.) i Qing (1644.-1911.), zajedno s japanskim zbirkama Kakiemon i Imari su zapanjujuće.

### Prvi kat
Prvi kat muzeja u potpunosti je posvećen europskom porculanu. Kvalitetom i brojem izloženih predmeta ističu se saksonska zbirka Meissen, burbonska zbirka Capodimonte i zbirka markiza Carla Ginorija a Doccia.
Na ovom području posjetitelji mogu vidjeti i francuski porculan iz Chantillyja, Rouena, Saint-Clouda, Mennencyja i Sevrèsa.
Sobe slijede rimske brojeve i idu od sobe XV do sobe XXVIII.

## Vanjske poveznice
|  | Zajednički poslužitelj ima još gradiva o temi Nacionalni muzej keramike u Napulju |